# The Golden Ticket
The Golden Ticket es una ópera con música de Peter Ash y libreto en inglés de Donald Sturrock, basado en el libro clásico de Roald Dahl titulado Charlie y la fábrica de chocolate. The Golden Ticket fue un encargo del American Lyric Theater, con Lawrence Edelson como director artístico produciendo; y Felicity Dahl. Se estrenó en el Teatro de Ópera de Saint Louis el 13 de junio de 2010 en una coproducción entre OTSL, Festival de Ópera de Wexford de Irlanda y el American Lyric Theater.
The Golden Ticket fue originalmente concebido como un proyecto para el Real Teatro Nacional de Londres, pero los primeros ensayos con el compositor y libretistas pusieron de manifiesto los desafíos de producir una ópera bajo los auspicios de una compañía teatral que no empleaba regularmente csntantes formados clásicamente. Una temprana versión de concierto de la partitura fue presentada por la Manchester Camerata poco después. Este concierto fue considerado en gran medida un fracaso, en parte debido al hecho de que el público familiar había esperado una representación escénica plena de Charlie y la fábrica de chocolate – no una ópera en concierto.

## Personajes
- Charlie: niño tiple
- Willy Wonka: bajo-barítono o barítono
- Mike Teavee: contratenor
- Veruca Salt: mezzosoprano
- Lord Salt: barítono
- Violet Beauregard: soprano de coloratura
- Augustus Gloop: tenor
- Grandpa Joe: tenor
- Mr. Beauregard/Abuelo George: bajo
- Mrs. Gloop/Abuela Georgina: soprano dramática
- Mrs. Teavee/Abuela Josephine: contralto o mezzosoprano
- Candy Mallow/Squirrelmistress: mezzosoprano

Coro de gárgolas, ciudadanos, "Umpa lumpas" y ardillas